# Tanegashima
Tanegashima  (種子島?) es una isla de Japón que se encuentra en el extremo occidental de las islas Ōsumi, parte del grupo de islas Ryūkyū, y que forma parte de la prefectura de Kagoshima. La sede de la Agencia Japonesa de Exploración Aeroespacial, el Centro Espacial de Tanegashima, está localizado al extremo sudeste de la isla y fue construido en 1969; constituye uno de los lugares más importantes de lanzamiento de cohetes en el país.

## Geografía

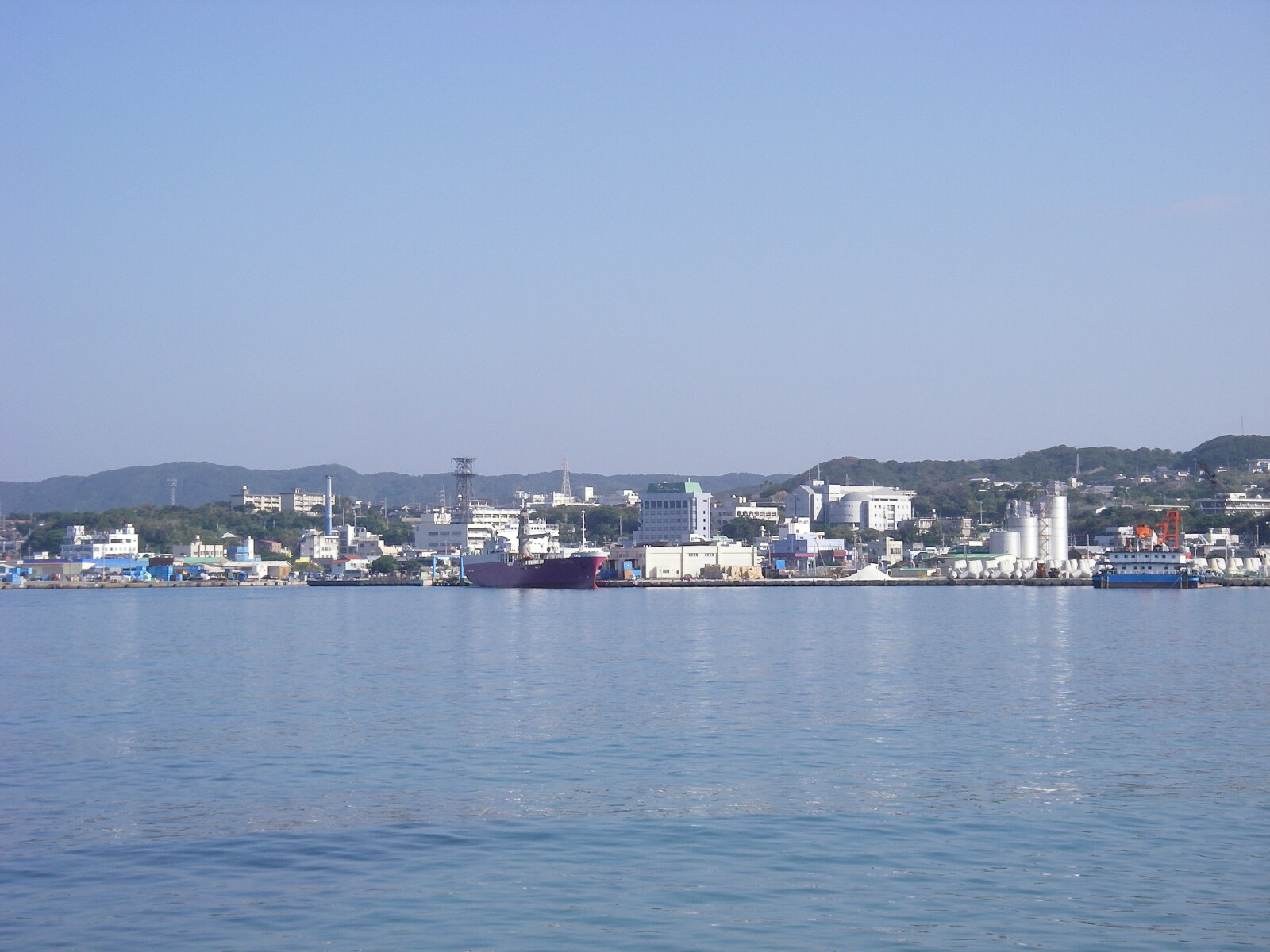
Vista de la ciudad de Nishinoomote.

Es la segunda en tamaño de las islas Ōsumi. Se localiza justo al este de la isla de Yakushima y tiene un área de 444,99 km² y una población de 36.000 personas. Su altura máxima es de 282 m.
Es una tierra estrecha y larga, cuidadosamente cultivada, de alrededor de 57,5 kilómetros de norte a sur y de 5 a 12 kilómetros de este a oeste. En la isla se encuentran una ciudad, Nishinoomote, y dos pueblos, Nakatane y Minamitane. Ambos pueblos pertenecen al Distrito de Kumage.

### Clima
| Parámetros climáticos promedio de Tanegashima (1991–2020) | Parámetros climáticos promedio de Tanegashima (1991–2020) | Parámetros climáticos promedio de Tanegashima (1991–2020) | Parámetros climáticos promedio de Tanegashima (1991–2020) | Parámetros climáticos promedio de Tanegashima (1991–2020) | Parámetros climáticos promedio de Tanegashima (1991–2020) | Parámetros climáticos promedio de Tanegashima (1991–2020) | Parámetros climáticos promedio de Tanegashima (1991–2020) | Parámetros climáticos promedio de Tanegashima (1991–2020) | Parámetros climáticos promedio de Tanegashima (1991–2020) | Parámetros climáticos promedio de Tanegashima (1991–2020) | Parámetros climáticos promedio de Tanegashima (1991–2020) | Parámetros climáticos promedio de Tanegashima (1991–2020) | Parámetros climáticos promedio de Tanegashima (1991–2020) |
| Mes                                                       | Ene.                                                      | Feb.                                                      | Mar.                                                      | Abr.                                                      | May.                                                      | Jun.                                                      | Jul.                                                      | Ago.                                                      | Sep.                                                      | Oct.                                                      | Nov.                                                      | Dic.                                                      | Anual                                                     |
| --------------------------------------------------------- | --------------------------------------------------------- | --------------------------------------------------------- | --------------------------------------------------------- | --------------------------------------------------------- | --------------------------------------------------------- | --------------------------------------------------------- | --------------------------------------------------------- | --------------------------------------------------------- | --------------------------------------------------------- | --------------------------------------------------------- | --------------------------------------------------------- | --------------------------------------------------------- | --------------------------------------------------------- |
| Temp. máx. abs. (°C)                                      | 24.4                                                      | 25.6                                                      | 26.9                                                      | 28.1                                                      | 30.6                                                      | 32.7                                                      | 34.9                                                      | 35.9                                                      | 34.1                                                      | 31.3                                                      | 28.8                                                      | 27.2                                                      | 35.9                                                      |
| Temp. máx. media (°C)                                     | 14.2                                                      | 15.2                                                      | 17.6                                                      | 21.0                                                      | 24.1                                                      | 26.8                                                      | 30.4                                                      | 31.0                                                      | 29.1                                                      | 25.1                                                      | 21.1                                                      | 16.7                                                      | 22.7                                                      |
| Temp. media (°C)                                          | 11.7                                                      | 12.3                                                      | 14.5                                                      | 17.8                                                      | 21.2                                                      | 24.0                                                      | 27.5                                                      | 28.1                                                      | 26.2                                                      | 22.3                                                      | 18.1                                                      | 13.8                                                      | 19.8                                                      |
| Temp. mín. media (°C)                                     | 8.5                                                       | 9.0                                                       | 11.1                                                      | 14.5                                                      | 18.1                                                      | 21.3                                                      | 25.1                                                      | 25.7                                                      | 23.6                                                      | 19.5                                                      | 14.9                                                      | 10.5                                                      | 16.8                                                      |
| Temp. mín. abs. (°C)                                      | 0.0                                                       | -0.6                                                      | 2.1                                                       | 4.5                                                       | 10.0                                                      | 15.2                                                      | 17.5                                                      | 20.6                                                      | 14.9                                                      | 10.3                                                      | 4.5                                                       | 2.6                                                       | -0.6                                                      |
| Precipitación total (mm)                                  | 96.5                                                      | 122.5                                                     | 160.4                                                     | 198.0                                                     | 233.3                                                     | 556.4                                                     | 261.7                                                     | 188.7                                                     | 293.2                                                     | 194.5                                                     | 134.8                                                     | 92.7                                                      | 2532.7                                                    |
| Días de lluvias (≥ 1 mm)                                  | 9.5                                                       | 10.3                                                      | 12.6                                                      | 10.8                                                      | 11.1                                                      | 17.0                                                      | 9.6                                                       | 11.0                                                      | 11.6                                                      | 9.3                                                       | 9.2                                                       | 8.2                                                       | 130.2                                                     |
| Horas de sol                                              | 107.1                                                     | 114.9                                                     | 140.1                                                     | 163.1                                                     | 158.5                                                     | 114.7                                                     | 222.7                                                     | 222.8                                                     | 166.6                                                     | 157.9                                                     | 129.7                                                     | 119.4                                                     | 1817.5                                                    |
| Humedad relativa (%)                                      | 65                                                        | 66                                                        | 69                                                        | 71                                                        | 76                                                        | 84                                                        | 83                                                        | 81                                                        | 79                                                        | 73                                                        | 69                                                        | 65                                                        | 73.4                                                      |
| Fuente n.º 1: Agencia Meteorológica de Japón              |                                                           |                                                           |                                                           |                                                           |                                                           |                                                           |                                                           |                                                           |                                                           |                                                           |                                                           |                                                           |                                                           |
| Fuente n.º 2: Agencia Meteorológica de Japón              |                                                           |                                                           |                                                           |                                                           |                                                           |                                                           |                                                           |                                                           |                                                           |                                                           |                                                           |                                                           |                                                           |

## Los arcabuces tanegashima

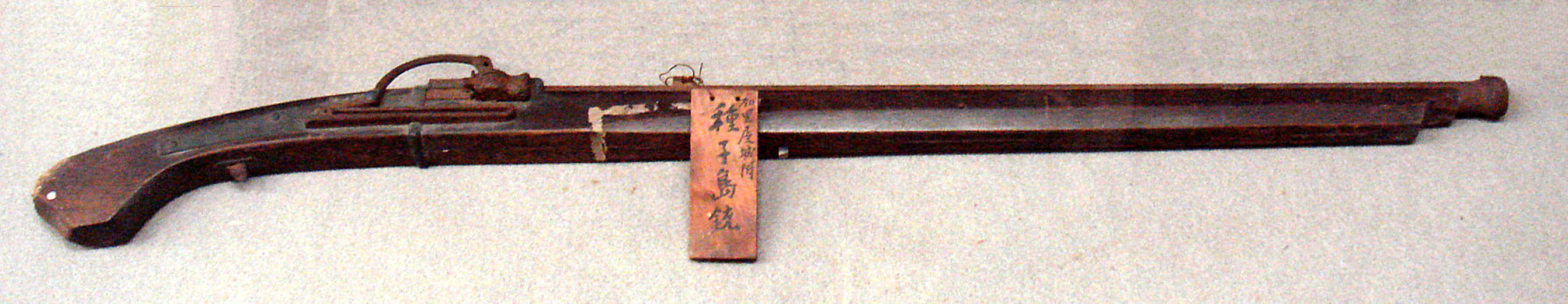
Un tanegashima.

Uno de los capítulos más importantes de la historia de Tanegashima se refiere a la llegada accidental de los portugueses a la isla entre 1542 y 1543. Un navío portugués que iba hacia China y que estaba a cargo del comerciante Méndez Pinto había sufrido una tempestad y encalló en la isla. Los japoneses apodaron a los europeos como Nanban ("bárbaros del sur"), porque suponían que habían venido del sur y que eran poco cuidadosos con su apariencia, comparado con los japoneses.
Méndez Pinto se acercó a Totitaka, quien era el señor feudal de la isla y lo invitó a pasear, donde Pinto logró cazar un pato con su arcabuz. Totitaka estaba sorprendido por el arma de fuego, que eran desconocidas por los japoneses en ese momento y decide hacer gestiones con Pinto para comprar dichas armas y aprender a usarlas.
Los arcabuces fueron bautizados en Japón como "tanegashima", por el nombre de la isla, y se expandieron rápidamente por Japón, teniendo mayor demanda de parte de los señores feudales. Con esta arma, los portugueses fueron bien recibidos en Japón. Sin embargo, algunos samuráis como Oda Nobunaga, estaban preocupados por el complejo proceso de cargar y disparar el arma, aparte del poco efecto que tenían los proyectiles. Dado que el clima japonés era muy húmedo comparado con el clima europeo, las mechas originales que eran usadas para disparar estaban siempre mojadas y eran inservibles.
Así fue que los japoneses comenzaron a crear su propio modelo de arcabuz, diseñaron una caja protectora de madera laqueada para que la mecha pueda seguir encendida aún bajo la lluvia, refinaron el gatillo y aumentaron el calibre de los proyectiles, entre otras mejoras, logrando un tipo de arcabuz diferente al europeo. Ya en la década de 1560, el uso de los tanegashima era decisivo en las batallas del Período Sengoku. Oda Nobunaga, quien era crítico con los tanegashima, fue uno de los que aprovechó su uso potencial en batallas y guerras, y por esa razón logró comenzar a conquistar y unificar Japón, dando inicio al periodo Sengoku o «periodo de los Estados en guerra». A finales del siglo XVI, Japón era la nación con más arcabuces del mundo.
La guerra interna por el control de Japón fue ganada por Tokugawa Ieyasu, que derrotó a sus rivales en la Batalla de Sekigahara en octubre de 1600. Tres años más tarde, estableció el Shogunato Tokugawa, una poderosa entidad que mantendría la paz, estabilidad y prosperidad en Japón por los siguientes 250 años. A esto se le conoce como el período Edo (1603-1868). Desde mediados del siglo XVII, Japón decidió aislarse del mundo occidental, así como de China y Corea a través de su política del Sakoku. Al contrario de la creencia popular, esto no causó que Japón "renuncie a las armas de fuego". De hecho, los arcabuces fueron empleados con menos frecuencia porque durante el período Edo no hubo grandes conflictos donde pudiesen ser de utilidad. Con frecuencia, la espada era simplemente el arma más práctica en los pequeños conflictos promedio del período Edo. También debe observarse que el aislamiento no redujo la producción de armas de fuego en Japón - al contrario, hay evidencia de unos 200 armeros en Japón hacia el final del período Edo. Pero la influencia social de las armas de fuego había cambiado: como argumentó el historiador David L. Howell, para muchos japoneses, el arcabuz pasó de ser un arma a una herramienta agrícola para ahuyentar animales. Sin enemigos externos por más de 200 años, los tanegashima fueron principalmente empleados por los samurái para cacería y tiro al blanco, la mayoría siendo relegados a los arsenales de los diversos señores feudales (daimyō).